# 龙州恋岩花
龙州恋岩花（学名：Echinacanthus longzhouensis）是爵床科恋岩花属的植物，是中国的特有植物。分布在中国大陆的广西等地，生长于海拔350米的地区，见于石灰岩山毛竹林，目前尚未由人工引种栽培。
其种加词“longzhouensis”意为“广西龙州县的”。